# 劉觀 (景泰進士)
劉觀（1424年—？），字廷賓，直隸常州府武進縣人，民籍，明朝政治人物。進士出身。

## 生平
景泰元年（1450年）庚午科應天府鄉試第七名。景泰二年（1451年）辛未科會試第二十七名，殿試登進士第三甲第四十六名。

## 家族
曾祖父劉新。祖父劉玘。父亲劉孟碓。